# Joanne Brown
Joanne Brown, född den 7 april 1972 i Canberra, är en australisk softbollspelare.
Hon tog OS-brons i samband med de olympiska softboll-turneringarna 1996 i Atlanta.